# Pararcte schneideriana
Pararcte schneideriana là một loài bướm đêm trong họ Erebidae.

## Hình ảnh

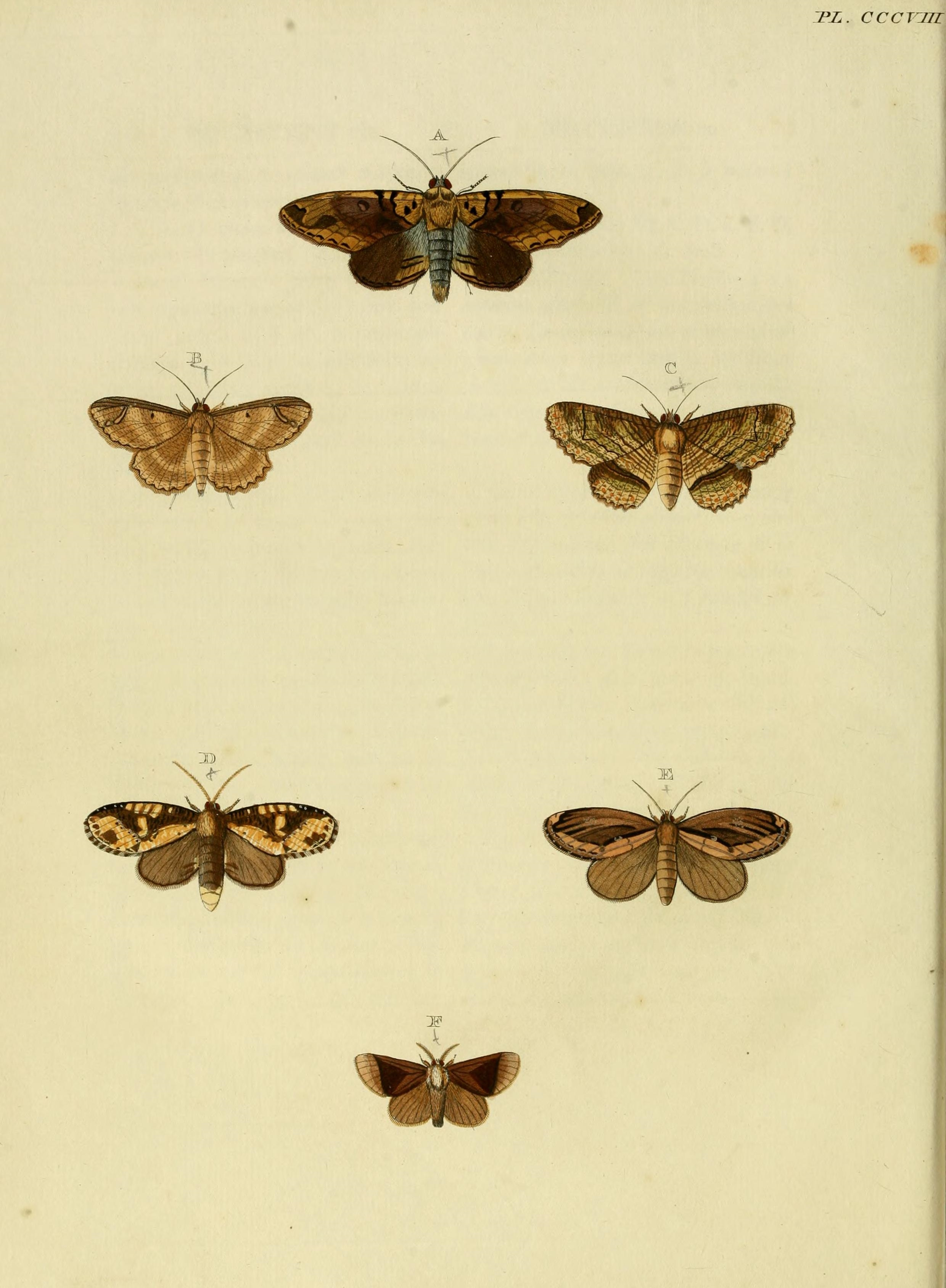